# Latrodectus lilianae
Latrodectus lilianae är en spindelart som beskrevs av Melic 2000. Latrodectus lilianae ingår i släktet änkespindlar, och familjen klotspindlar.
Artens utbredningsområde är Spanien. Inga underarter finns listade i Catalogue of Life.